# Jamesonia accrescens
Jamesonia accrescens là một loài dương xỉ trong họ Pteridaceae. Loài này được A.F. Tryon Christenh. mô tả khoa học đầu tiên năm 2011.